# Changan Suzuki
Changan Suzuki (oficialmente Changan Suzuki Automobile Co., Ltd.) fue una empresa de fabricación de automóviles con sede en Chongqing, China y una empresa conjunta entre Chang'an Automobile Group y Suzuki. Changan comenzó a ensamblar camiones y microbuses comerciales subcompactos Carry ST90 bajo licencia de Suzuki a principios de los años 1980, y en 1993 las dos empresas formaron Chang'an Suzuki para construir versiones con licencia de Suzuki Alto y Suzuki Cultus. Changan Suzuki desapareció en 2018.

## Historia
Changan Suzuki se formó en junio de 1993 con un capital registrado de 190 millones de dólares. It was the first automobile manufacturing joint venture to be established by a Japanese company in China (although Isuzu, Mazda and Nissan had already established joint-ventures for truck assembly). El primer SC7080 Alto, basado en el Suzuki Alto/Fronte SB308 que se presentó originalmente en 1986, salió de la línea de producción en noviembre de 1995. El coche ya era producido por la empresa matriz Changan desde 1991, y continuó siendo construido por ellos hasta 1997.
En 2010, se suponía que Changan fusionaría su empresa conjunta Suzuki con la de Changhe, otro fabricante de automóviles que participaba en una empresa conjunta de Suzuki. An effort to sell the entire Suzuki model range at unified dealerships fell through in 2008.
A finales de 2010, Changan Suzuki tenía más de 1.000 concesionarios de automóviles en toda China.[cita requerida] In En julio de 2011, se anunció que Changan Suzuki construiría una segunda planta de ensamblaje en Chongqing, en un proyecto de dos fases.[cita requerida] La primera fase supondrá una inversión total de cinco mil millones de yuanes (777 millones de dólares) y ampliará la capacidad de producción de vehículos y motores en 150.000 unidades cada uno.[cita requerida] La construcción de la planta comenzó en abril de 2012.
El 4 de septiembre de 2018, Suzuki transfirió su participación del 50 por ciento en Changan Suzuki a Chang'an Automobile Group., poniendo fin a 25 años de empresa conjunta. Chang'an continuaría fabricando y vendiendo automóviles de la marca Suzuki en China bajo licencia.
En 2021, Changan Suzuki pasó a llamarse Chongqing Lingyao Automobile.

## Modelos
- Suzuki Alivio (2014–2018)
- Suzuki Alto (1995–2018)
- Suzuki Swift (2005–2018)
- Suzuki SX4 Hatch (2007–2018)
- Suzuki SX4 Sedan (2006–2015)
- Suzuki S-Cross (2013–2018)
- Suzuki Vitara (2015–2018)
- Suzuki Lingyang (1999–2015)
- Suzuki SC7081C Happy Prince (2001–2008)

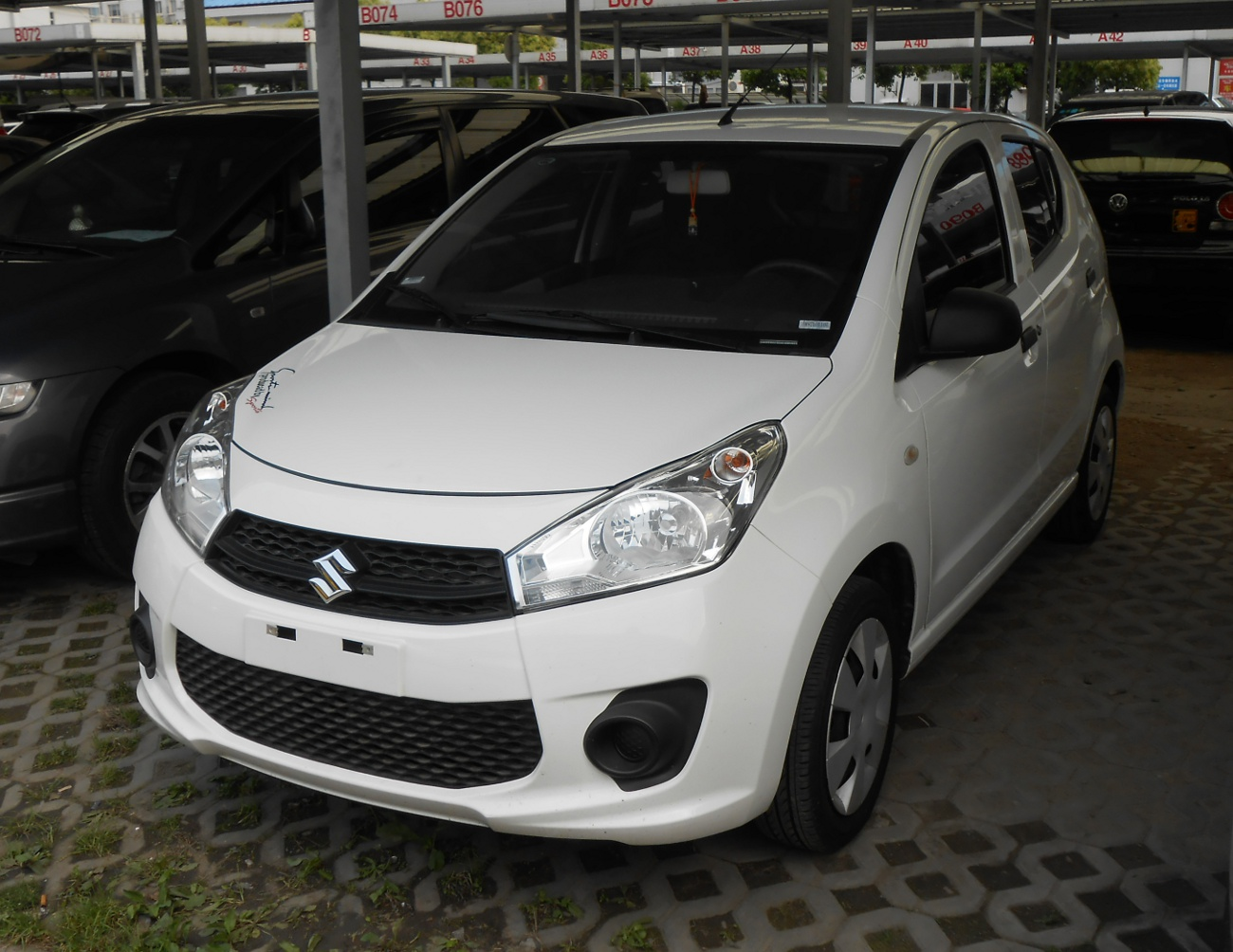
Suzuki Alto
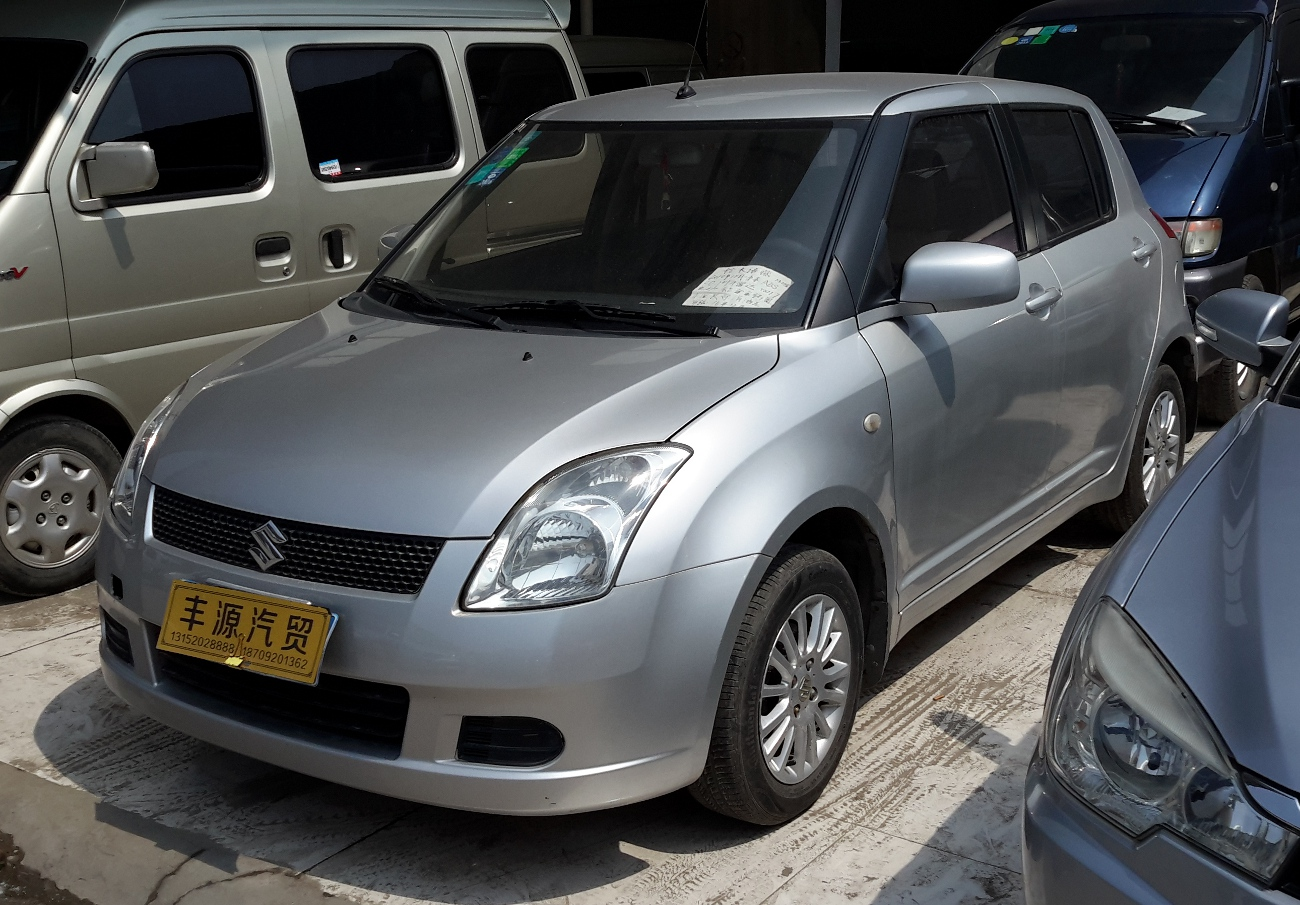
Suzuki Swift
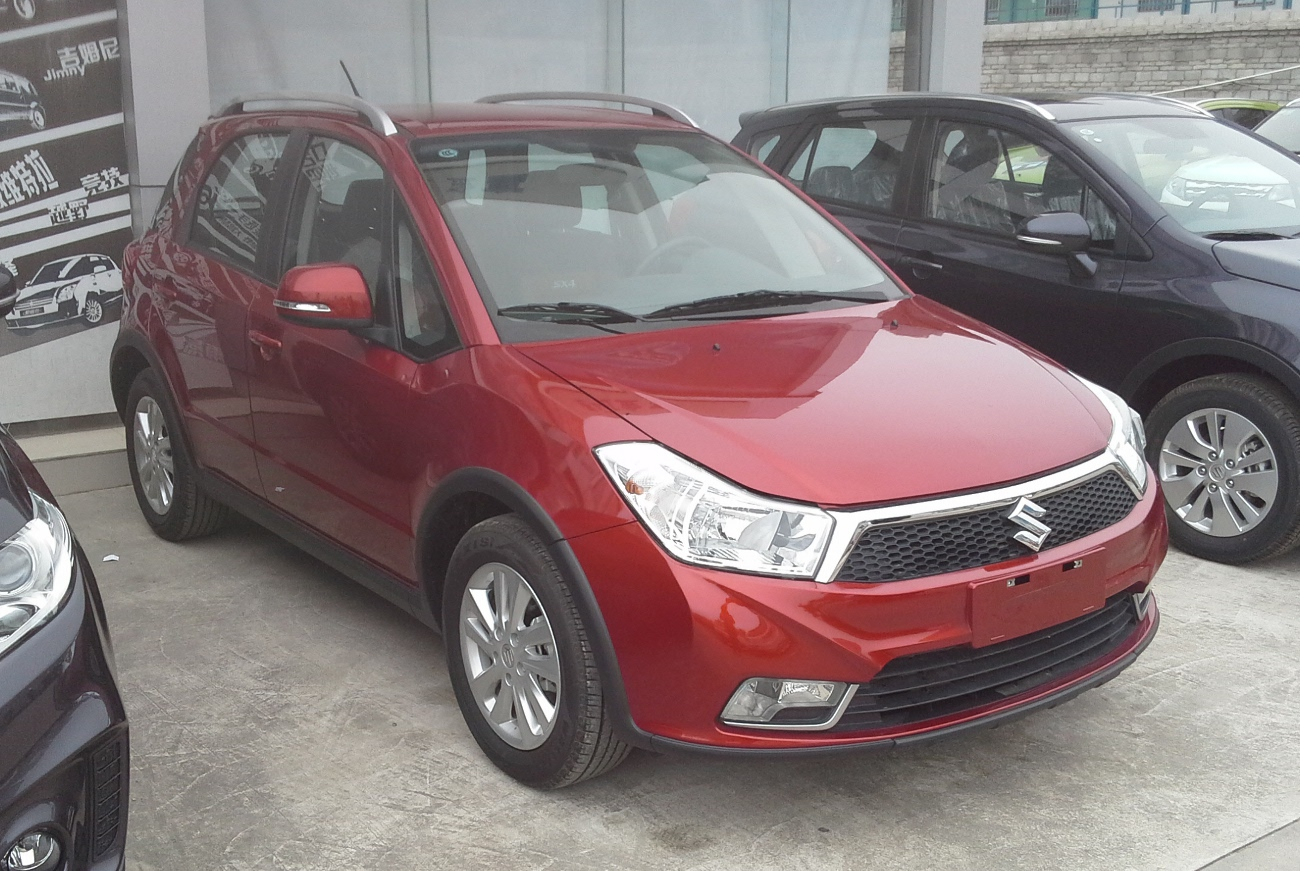
Suzuki SX4 Hatch
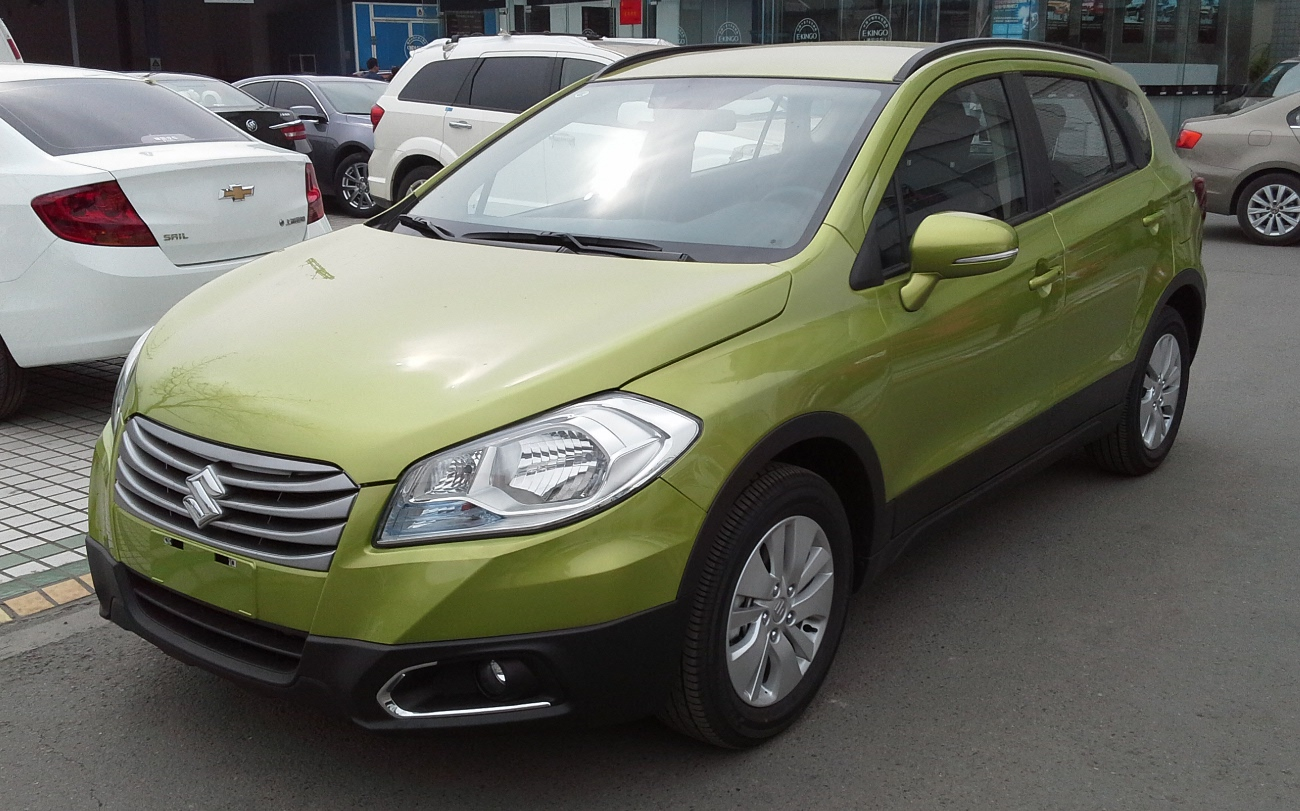
Suzuki S-Cross
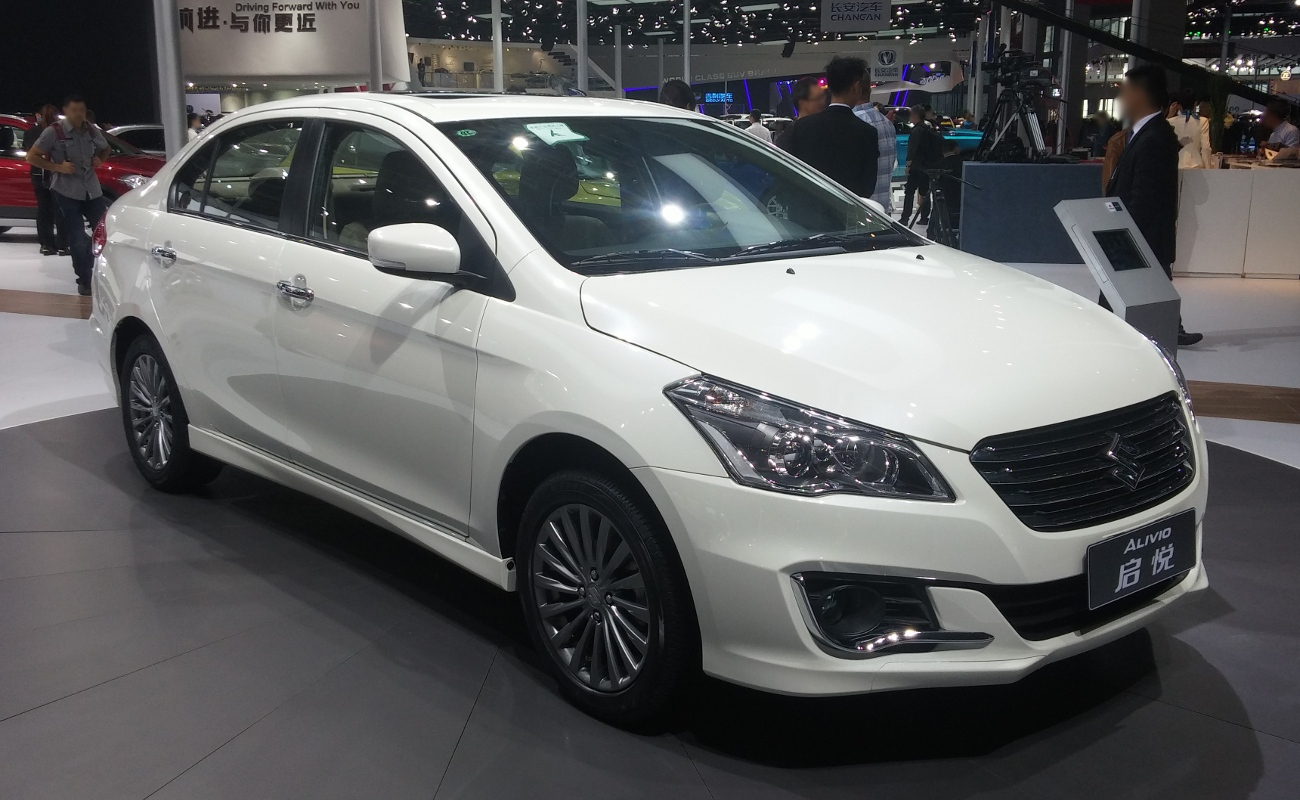
Suzuki Alivio
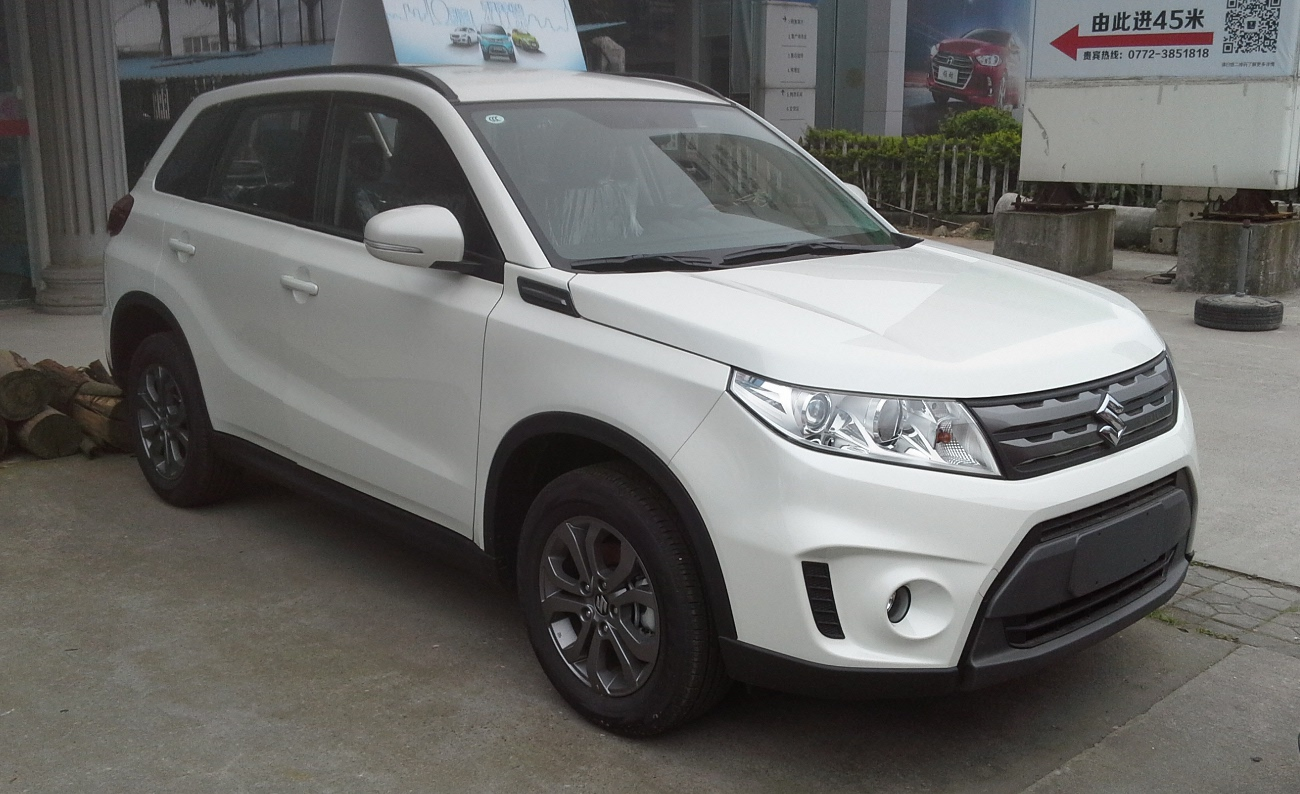
Suzuki Vitara
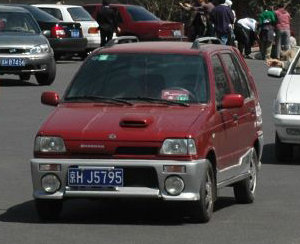
Chang'an Suzuki SC7081C Happy Prince (Suzuki Alto-based)
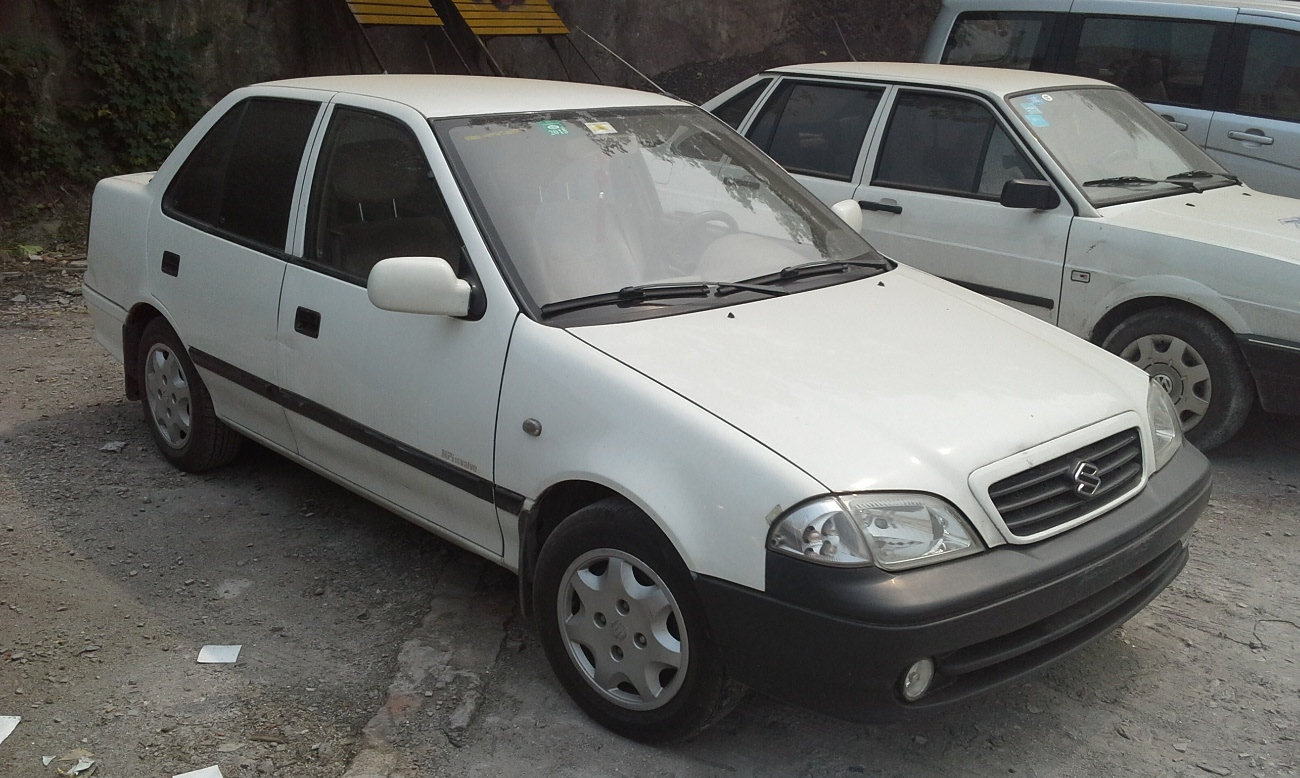
Chang'an Suzuki SC7130 Lingyang (Gazelle, Antelope) (Suzuki Cultus-based)

## Ventas
Changan Suzuki fabricó un total de 107.337 coches en 2004.
En 2009 las ventas ascendieron a 150.069 vehículos.